# Luigi Vianello
Luigi Vianello  (Treviso, 29 de setembro de 1862 – Berlim, 16 de julho de 1907) foi um engenheiro civil italiano.
Filho de um distinto notário em Treviso, estudou matemática por dois anos em Pádua e depois engenharia no Politécnico de Turim. De 1885 a 1892 foi engenheiro no norte da Itália (Veneza, Treviso, Milão) em fábricas de máquinas e locomotivas e na ferrovia. Depois trabalhou na Hanomag em Hannover e a partir de 1895 na Gutehoffnungshütte em Oberhausen, onde trabalhou com Reinhold Krohn. De 1897 a 1902 ele esteve na Siemens & Halske em Berlim e foi responsável por muitas estruturas de aço sofisticadas da ferrovia elevada de Berlim, por exemplo na Gleisdreieck. A partir de 1902 trabalhou na Continentale Gesellschaft für elektrische Unternehmungen, que construiu entre 1898 e 1901 sob o comando de Richard Petersen (que se tornou amigo pessoal de Vianello), a Wuppertaler Schwebebahn e depois a operou. Vianello foi responsável pela oferta e planejamento de uma ferrovia suspensa semelhante para Berlim, mas que não foi realizada. Quando sua visão e sua mobilidade diminuíram, ele se suicidou.
Sua monografia sobre construção de ferro de 1905 foi uma obra padrão e foi a primeira monografia de língua alemã neste campo (Karl-Eugen Kurrer). Entre outras coisas, em 1898, desenvolveu um método gráfico para determinar a carga crítica de flambagem de estruturas de aço.

## Obras
- Der kontinuierliche Balken mit Dreiecks- oder Trapezlast, Zeitschrift des Vereines deutscher Ingenieure, Volume 37, 1893, Nr. 13, p. 361–364.
- Der Kniehebel, Zeitschrift des Vereines deutscher Ingenieure, Volume 39, Nr. 9, 1895, p. 253–257.
- Die Doppelkonsole, Zeitschrift des Vereines deutscher Ingenieure, Volume 41, Nr. 45, 1897, p. 1275–1278.
- Graphische Untersuchung der Knickfestigkeit gerader Stäbe, Zeitschrift des Vereines deutscher Ingenieure, Volume 42, Nr. 52, 1898, p. 1436–1443.
- Die Konstruktion der Biegungslinie gerader Stabe und ihre Anwendung in der Statik, Zeitschrift des Vereines deutscher Ingenieure, Volume 47, Nr. 3, 1903, p. 92–97.
- Der durchgehende Träger auf elastisch senkbaren Stützen, Zeitschrift des Vereines deutscher Ingenieure, Volume 48, Nr. 4, 1904, p. 128–132, Nr. 5, p. 161–166.
- Der Eisenbau, München, R. Oldenbourg 1905